# کامپتون (دهانه)
کامپتون یک دهانه برخوردی در ماه‌ است.

## دهانه‌های اقماری
این دهانه ۳ دهانه اقماری دارد.
| Compton | عرض جغرافیایی | طول جغرافیایی | قطر          |
| ------- | ------------- | ------------- | ------------ |
| R       | ۵۲.۶° N       | ۹۱.۵° E       | ۳۷.۰ کیلومتر |
| E       | ۵۵.۴° N       | ۱۱۳.۴° E      | ۱۹.۰ کیلومتر |
| W       | ۵۸.۶° N       | ۹۷.۲° E       | ۱۶.۰ کیلومتر |